# Scum of the Earth
A Scum of the Earth amerikai zenekar. 2013 óta háromtagú felállásban játszanak: Mike Riggs, Eddie Travis és Nick Mason. Rajtuk kívül többen megfordultak a zenekarban. Fő profiljuk az indusztriális zene, de jelen vannak a heavy metal, horror punk és dubstep műfajokban is. A név jelentése: A Föld söpredéke.
Az együttes 2003-ban alakult meg Arkansasban. Nevüket egy 1978-as tévésorozat egyik epizódjában szereplő kitalált zenekarról kapták. Jelentős kapcsolódásuk van a népszerű énekes-színészhez, Rob Zombie-hoz. (A Scum of the Earth alapító tagja, Mike Riggs eredetileg a White Zombie-nak, Rob legelső zenekarának táborát erősítette.) Megalakulásuk története ismeretlen.
Érdekesség, hogy 1987-től 1992-ig már működött egy ugyanilyen nevű együttes, csak ők crossover thrash metalt játszottak.

## Diszkográfia

### Stúdióalbumok
- Blah...Blah...Blah...Love Songs for the New Millennium (2004)
- Sleaze Freak (2007)
- The Devil Made Me Do It (2012)